# 小行星9728
小行星9728（英語：9728）是一颗围绕太阳公转的小行星。1981年3月2日，舒爾特·巴斯在赛丁泉山发现了此天体。
这颗小行星的绝对星等为31.34596001561147等。